# Meriem Bjaoui
Meriem Bjaoui, née le 29 octobre 1996, est une judokate tunisienne.

## Carrière
Meriem Bjaoui évolue dans la catégorie des moins de 63 kg. Elle est sacrée championne d'Afrique en 2016 et 2018.
Elle est médaillée d'argent aux championnats d'Afrique 2017 et aux Jeux méditerranéens de 2018.
Elle remporte la médaille de bronze aux Jeux africains de 2015, aux Jeux de la solidarité islamique 2017, aux Jeux de la Francophonie de 2017, aux Jeux africains de 2019 ainsi qu'aux championnats d'Afrique 2021 à Dakar et aux championnats d'Afrique 2022 à Oran.